# Missões diplomáticas da Letônia

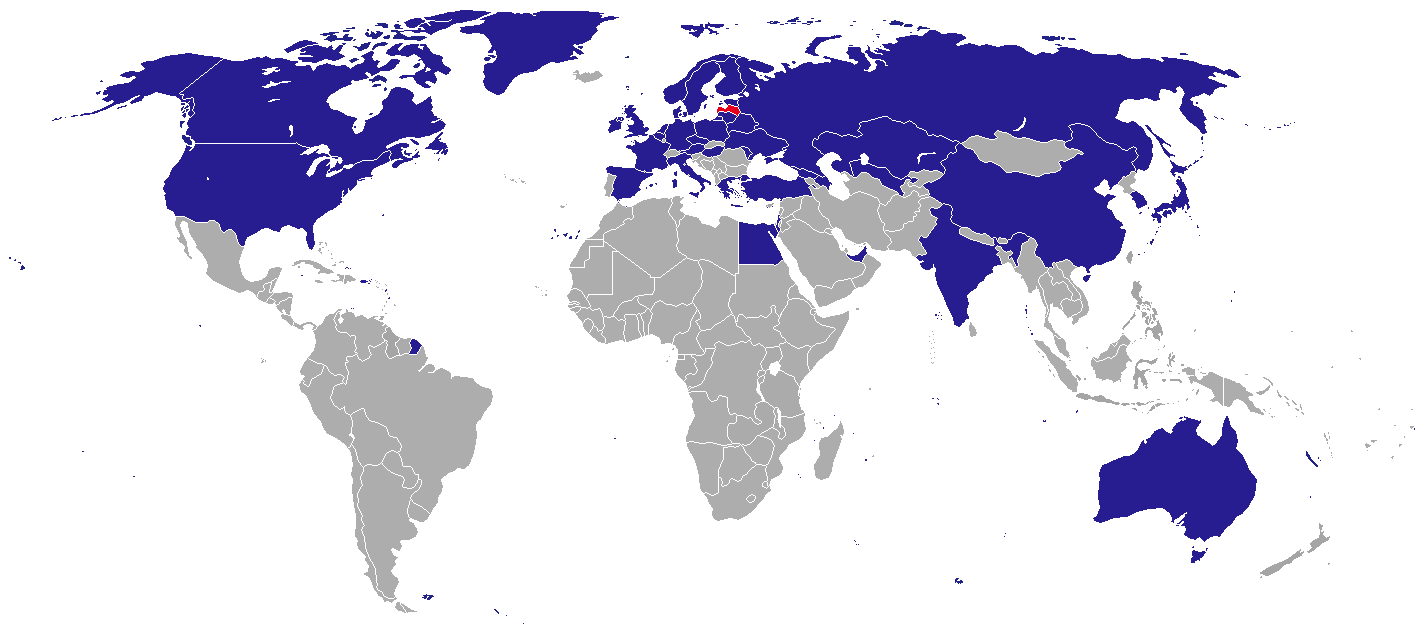
Mapa das missões diplomáticas da Letônia.

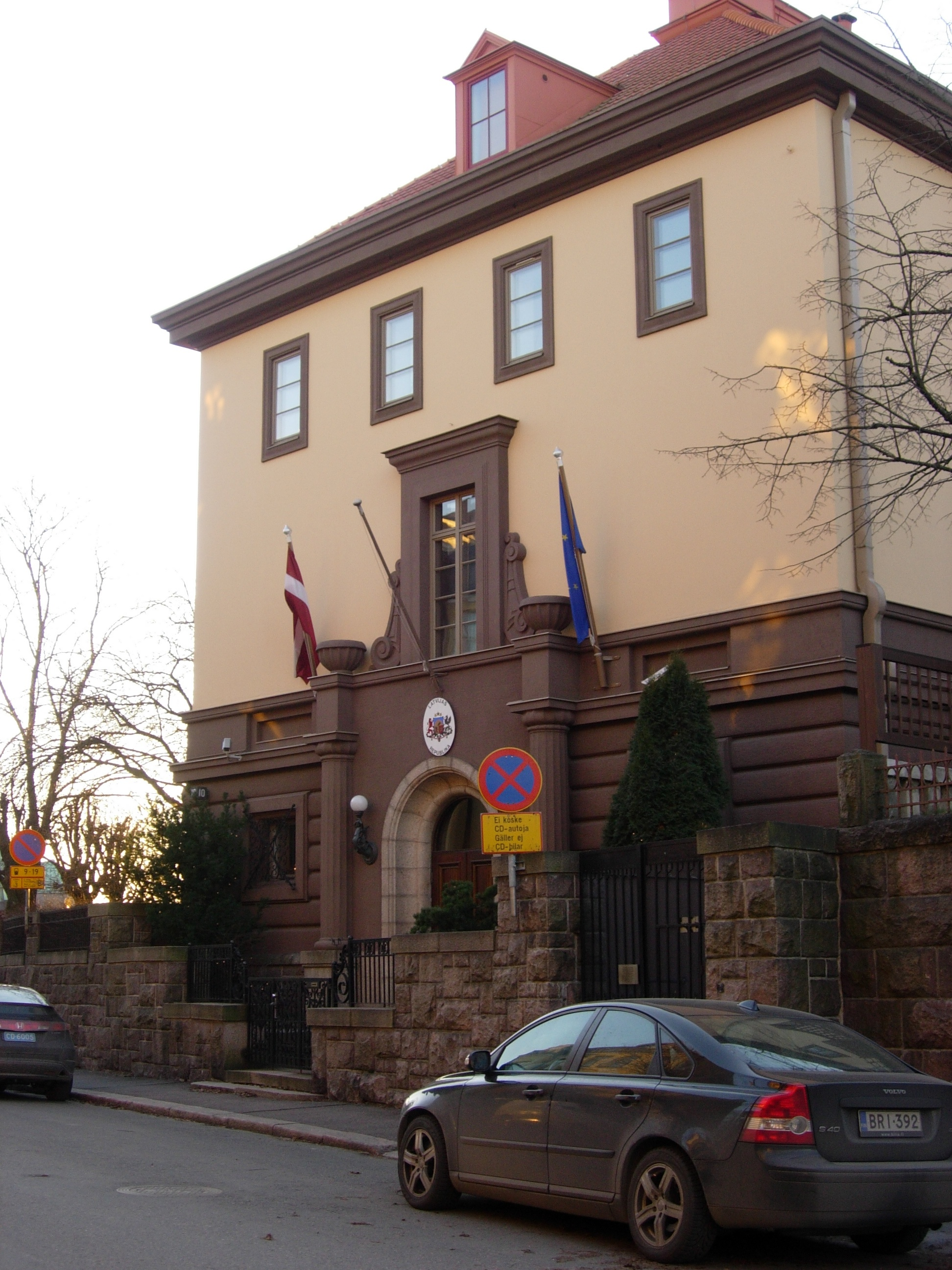
Embaixada da Letônia em Helsinque.

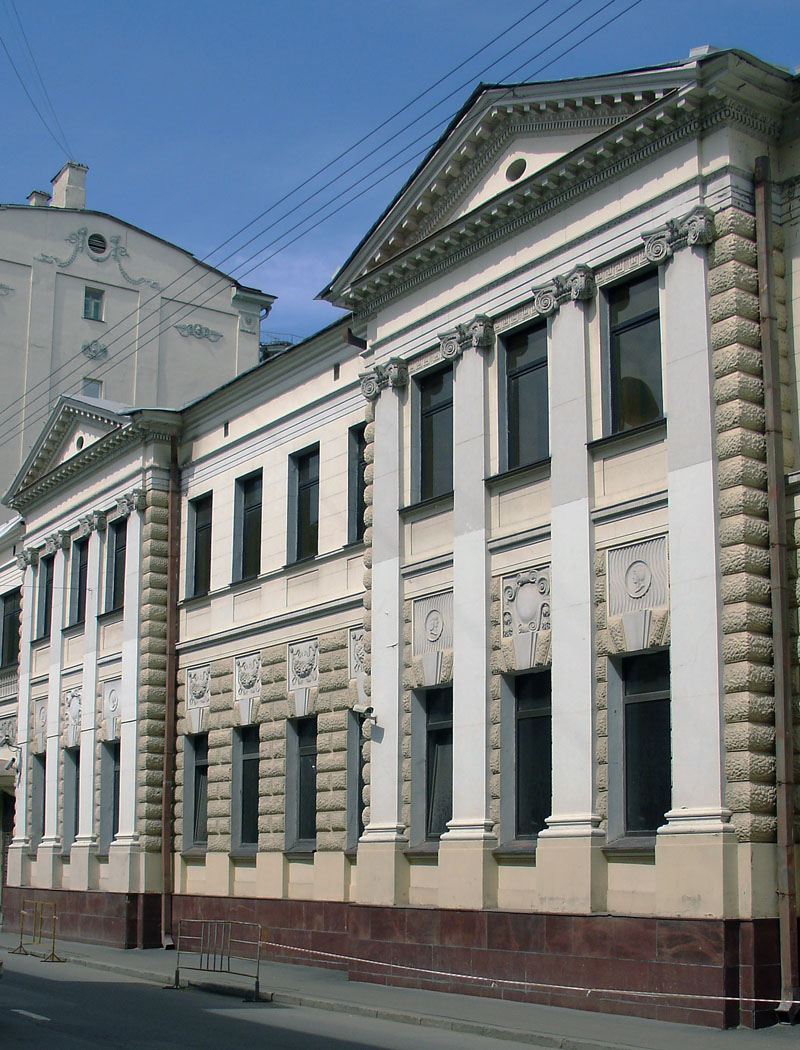
Embaixada da Letônia em Moscou.

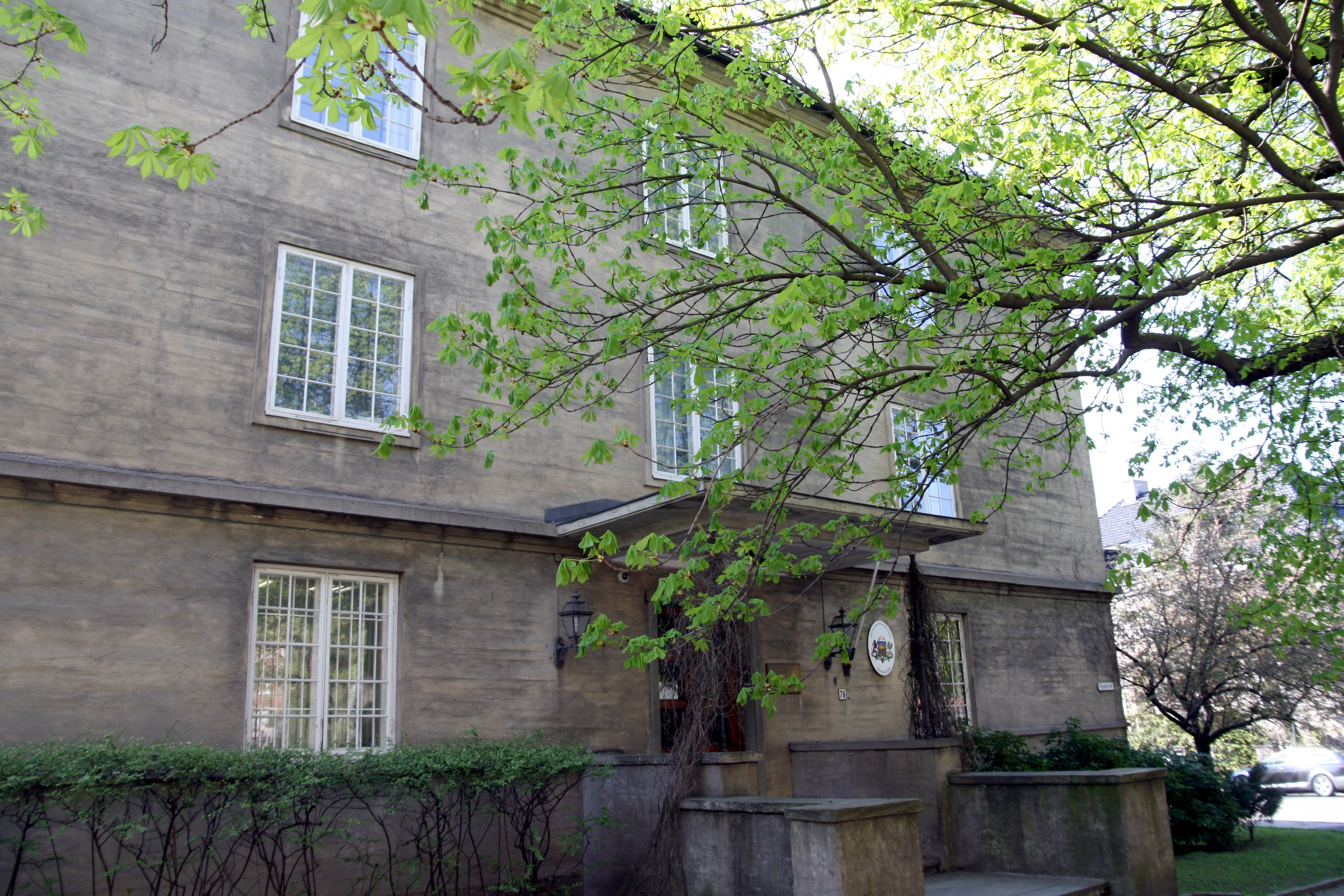
Embaixada da Letônia em Oslo.

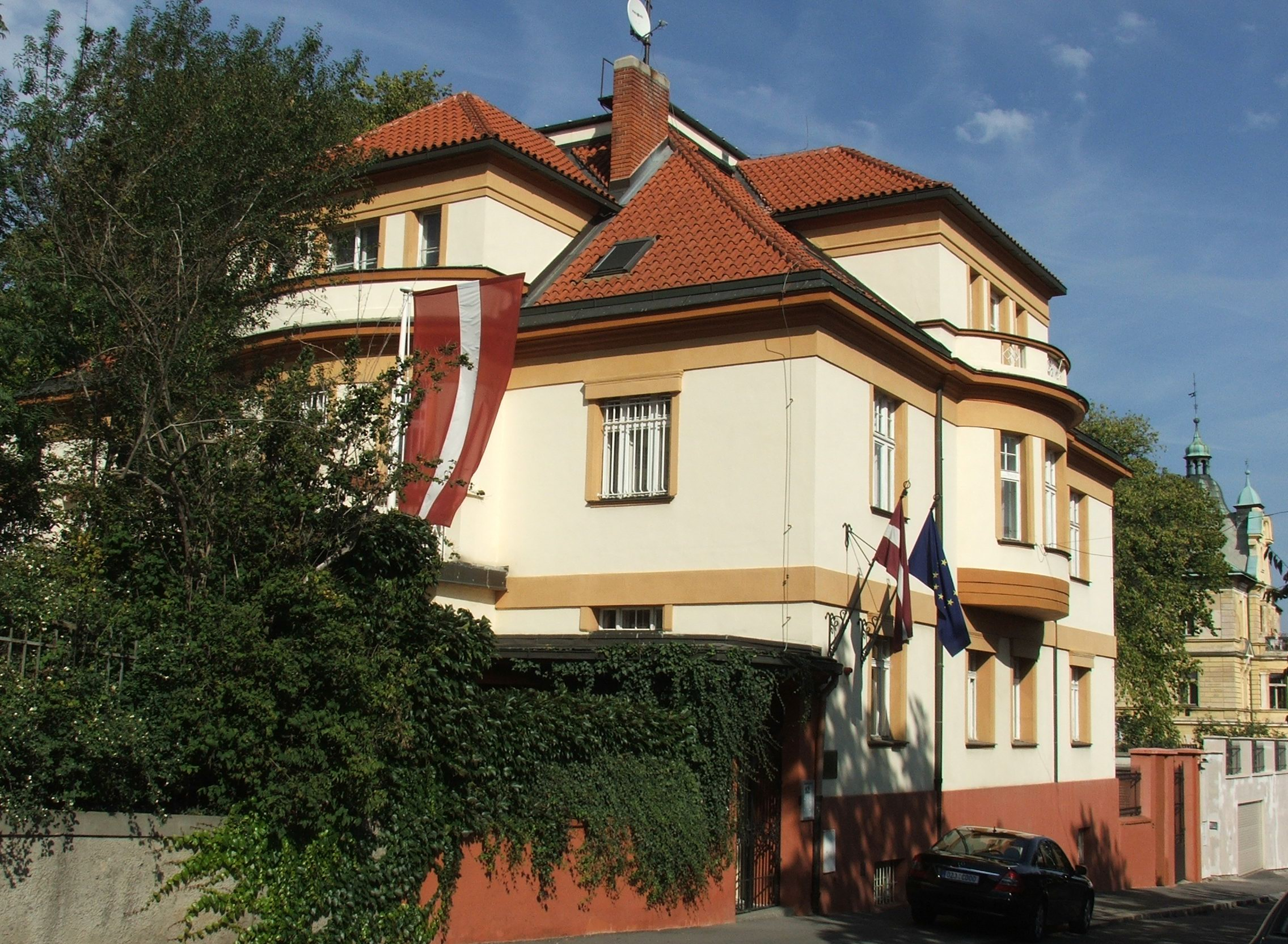
Embaixada da Letônia em Praga.

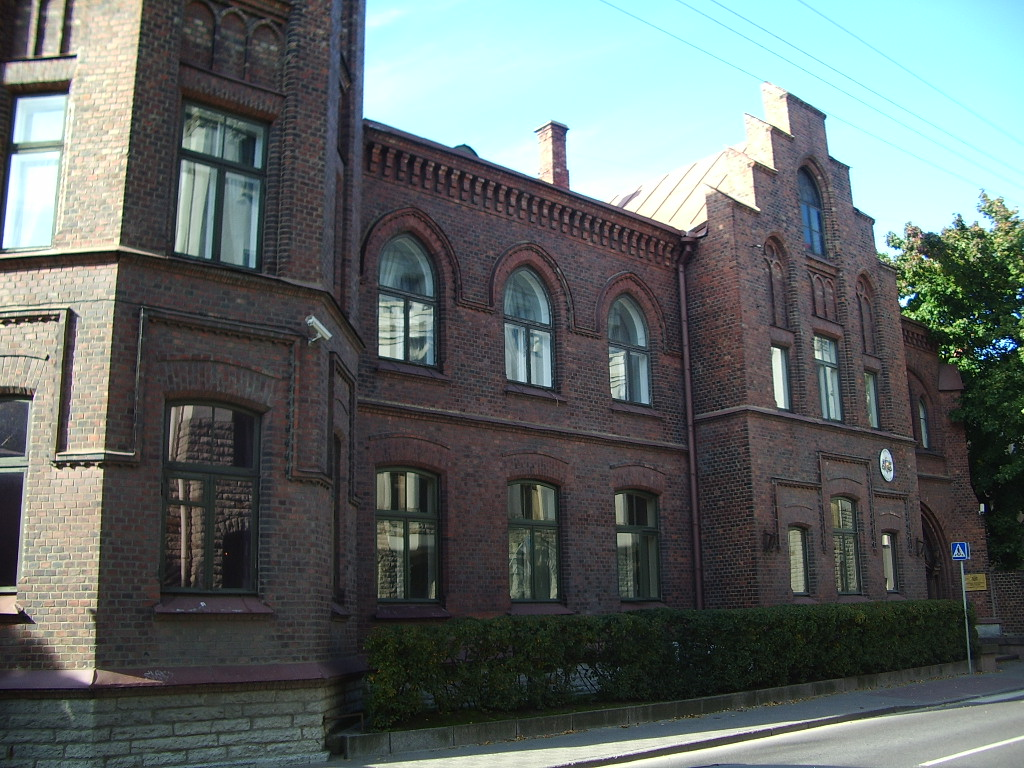
Embaixada da Letônia em Tallin.

Abaixo se encontram as embaixadas e consulados da Letônia:

## Europa
- Alemanha
  - Berlim (Embaixada)
  - Bona (Consulado)
- Áustria
  - Viena (Embaixada)
- Azerbaijão
  - Baku (Embaixada)
- Bélgica
  - Bruxelas (Embaixada)
- Bielorrússia
  - Minsk (Embaixada)
  - Vitebsk (Consulado)
- Dinamarca
  - Copenhague (Embaixada)
- Espanha
  - Madrid (Embaixada)
- Eslovênia
  - Liubliana (Embaixada)
- Estónia
  - Tallin (Embaixada)
- Finlândia
  - Helsinque (Embaixada)
- França
  - Paris (Embaixada)
- Geórgia
  - Tbilisi (Embaixada)
- Grécia
  - Atenas (Embaixada)
- Hungria
  - Budapeste (Embaixada)
- Irlanda
  - Dublin (Embaixada)
- Itália
  - Roma (Embaixada)
- Lituânia
  - Vilnius (Embaixada)
- Noruega
  - Oslo (Embaixada)
- Países Baixos
  - Haia (Embaixada)
- Polónia
  - Varsóvia (Embaixada)
- Portugal
  - Lisboa (Embaixada)
- Reino Unido
  - Londres (Embaixada)
- Chéquia
  - Praga (Embaixada)
- Rússia
  - Moscou (Embaixada)
  - São Petersburgo (Consulado-Geral)
  - Pskov (Consulado)
- Suécia
  - Estocolmo (Embaixada)
- Ucrânia
  - Kiev (Embaixada)

## América
- Canadá
  - Ottawa (Embaixada)
- Estados Unidos
  - Washington, D.C. (Embaixada)

## Oriente Médio
- Israel
  - Tel Aviv (Embaixada)
- Turquia
  - Ancara (Embaixada)

## África
- Egito
  - Cairo (Embaixada)

## Ásia
- China
  - Pequim (Embaixada)
- Japão
  - Tóquio (Embaixada)
- Cazaquistão
  - Astana (Embaixada)
- Uzbequistão
  - Tashkent (Embaixada)

## Organizações Multilaterais
- - Bruxelas (Missão Permanente do país ante a União Europeia e OTAN)
  - Estrasburgo (Missão Permanente do país ante o Conselho da Europa)
  - Genebra (Missão Permanente do país ante as Nações Unidas e outras organizações internacionais)
  - Nova Iorque (Missão Permanente do país ante as Nações Unidas)
  - Paris (Missão Permanente do país ante a Unesco)
  - Roma (Missão Permanente do país ante a Organização das Nações Unidas para Agricultura e Alimentação)
  - Viena (Missão Permanente do país ante as Nações Unidas)